# Bogufał I
Bogufał I (zm. 8 sierpnia 1146) – biskup poznański. Według Długosza szlachcic herbu Poraj, co jednak jest wątpliwe. Data objęcia przez niego diecezji nie jest znana. Poparł książąt „juniorów” w sporze z seniorem Władysławem II i po zwycięskiej dla nich bitwie pod Poznaniem (pocz. 1146) otrzymał darowiznę (wieś Lusowo) od księcia wielkopolskiego Mieszka. Datę dzienną jego zgonu podaje Nekrolog Lubiński, rok odnotowano w Roczniku lubińskim.

## Literatura dodatkowa
- Zofja Kozłowska-Budkowa: Bogufał I. W: Polski Słownik Biograficzny. T. 2: Beyzym Jan – Brownsford Marja. Kraków: Polska Akademia Umiejętności – Skład Główny w Księgarniach Gebethnera i Wolffa, 1936, s. 199. Reprint: Zakład Narodowy im. Ossolińskich, Kraków 1989, ISBN 83-04-03291-0.